# 2003-as Le Mans-i 24 órás verseny

A 71. Le Mans-i 24 órás versenyt 2003. június 14. és június 15. között rendezték meg.

## Végeredmény
| Helyezés | Kategória | #  | Csapat                                  | Versenyző                                                 | Modell                                 | Gumi | Körök |
| Helyezés | Kategória | #  | Csapat                                  | Versenyző                                                 | Motor                                  | Gumi | Körök |
| -------- | --------- | -- | --------------------------------------- | --------------------------------------------------------- | -------------------------------------- | ---- | ----- |
| 1        | LMGTP     | 7  | Team Bentley                            | Rinaldo Capello Tom Kristensen Guy Smith                  | Bentley Speed 8                        | M    | 377   |
| 1        | LMGTP     | 7  | Team Bentley                            | Rinaldo Capello Tom Kristensen Guy Smith                  | Bentley 4.0L Turbo V8                  | M    | 377   |
| 2        | LMGTP     | 8  | Team Bentley                            | Mark Blundell David Brabham Johnny Herbert                | Bentley Speed 8                        | M    | 375   |
| 2        | LMGTP     | 8  | Team Bentley                            | Mark Blundell David Brabham Johnny Herbert                | Bentley 4.0L Turbo V8                  | M    | 375   |
| 3        | LMP900    | 6  | Champion Racing                         | JJ Lehto Emanuele Pirro Stefan Johansson                  | Audi R8                                | M    | 372   |
| 3        | LMP900    | 6  | Champion Racing                         | JJ Lehto Emanuele Pirro Stefan Johansson                  | Audi 3.6L Turbo V8                     | M    | 372   |
| 4        | LMP900    | 5  | Audi Sport Japan Team Goh               | Ara Szeidzsi Jan Magnussen Marco Werner                   | Audi R8                                | M    | 370   |
| 4        | LMP900    | 5  | Audi Sport Japan Team Goh               | Ara Szeidzsi Jan Magnussen Marco Werner                   | Audi 3.6L Turbo V8                     | M    | 370   |
| 5        | LMP900    | 11 | JML Team Panoz                          | Olivier Beretta Gunnar Jeanette Max Papis                 | Panoz LMP01 Evo                        | M    | 360   |
| 5        | LMP900    | 11 | JML Team Panoz                          | Olivier Beretta Gunnar Jeanette Max Papis                 | Élan 6L8 6.0L V8                       | M    | 360   |
| 6        | LMP900    | 15 | Racing for Holland                      | Jan Lammers John Bosch Andy Wallace                       | Dome S101                              | M    | 360   |
| 6        | LMP900    | 15 | Racing for Holland                      | Jan Lammers John Bosch Andy Wallace                       | Judd GV4 4.0L V10                      | M    | 360   |
| 7        | LMP900    | 13 | Courage Compétition                     | Jonathan Cochet Stéphane Grégoire Jean-Marc Gounon        | Courage C60                            | M    | 360   |
| 7        | LMP900    | 13 | Courage Compétition                     | Jonathan Cochet Stéphane Grégoire Jean-Marc Gounon        | Judd GV4 4.0L V10                      | M    | 360   |
| 8        | LMP900    | 17 | Pescarolo Sport                         | Jean-Christophe Boullion Franck Lagorce Stéphane Sarrazin | Courage C60                            | M    | 356   |
| 8        | LMP900    | 17 | Pescarolo Sport                         | Jean-Christophe Boullion Franck Lagorce Stéphane Sarrazin | Peugeot 3.2L Turbo V6                  | M    | 356   |
| 9        | LMP900    | 18 | Pescarolo Sport                         | Eric Hélary Nicolas Minassian Soheil Ayari                | Courage C60                            | M    | 352   |
| 9        | LMP900    | 18 | Pescarolo Sport                         | Eric Hélary Nicolas Minassian Soheil Ayari                | Peugeot 3.2L Turbo V6                  | M    | 352   |
| 10       | GTS       | 88 | Veloqx Prodrive Racing                  | Tomáš Enge Peter Kox Jamie Davies                         | Ferrari 550-GTS Maranello              | M    | 336   |
| 10       | GTS       | 88 | Veloqx Prodrive Racing                  | Tomáš Enge Peter Kox Jamie Davies                         | Ferrari F133 5.9L V12                  | M    | 336   |
| 11       | GTS       | 50 | Corvette Racing                         | Oliver Gavin Kelly Collins Andy Pilgrim                   | Chevrolet Corvette C5-R                | G    | 326   |
| 11       | GTS       | 50 | Corvette Racing                         | Oliver Gavin Kelly Collins Andy Pilgrim                   | Chevrolet 7.0L V8                      | G    | 326   |
| 12       | GTS       | 53 | Corvette Racing                         | Ron Fellows Johnny O'Connell Franck Freon                 | Chevrolet Corvette C5-R                | G    | 326   |
| 12       | GTS       | 53 | Corvette Racing                         | Ron Fellows Johnny O'Connell Franck Freon                 | Chevrolet 7.0L V8                      | G    | 326   |
| 13       | LMP900    | 9  | Kondo Racing                            | Masahiko Kondo Katajama Ukjó Ryo Fukuda                   | Dome S101                              | Y    | 322   |
| 13       | LMP900    | 9  | Kondo Racing                            | Masahiko Kondo Katajama Ukjó Ryo Fukuda                   | Mugen MF408S 4.0L V8                   | Y    | 322   |
| 14       | GT        | 93 | Alex Job Racing Petersen Motorsports    | Sascha Maassen Emmanuel Collard Lucas Luhr                | Porsche 911 GT3-RS                     | M    | 320   |
| 14       | GT        | 93 | Alex Job Racing Petersen Motorsports    | Sascha Maassen Emmanuel Collard Lucas Luhr                | Porsche 3.6L Flat-6                    | M    | 320   |
| 15       | LMP675    | 29 | Noël del Bello Racing                   | Jean-Luc Maury-Laribière Christophe Pillon Didier André   | Reynard 2KQ-LM                         | M    | 319   |
| 15       | LMP675    | 29 | Noël del Bello Racing                   | Jean-Luc Maury-Laribière Christophe Pillon Didier André   | Volkswagen HPT16 2.0L Turbo I4         | M    | 319   |
| 16       | GTS       | 86 | Larbre Compétition                      | Patrice Goueslard Christophe Bouchut Steve Zacchia        | Chrysler Viper GTS-R                   | M    | 317   |
| 16       | GTS       | 86 | Larbre Compétition                      | Patrice Goueslard Christophe Bouchut Steve Zacchia        | Chrysler 8.0L V10                      | M    | 317   |
| 17       | GT        | 87 | Orbit Racing                            | Leo Hindery, Jr. Peter Baron Marc Lieb                    | Porsche 911 GT3-RS                     | M    | 314   |
| 17       | GT        | 87 | Orbit Racing                            | Leo Hindery, Jr. Peter Baron Marc Lieb                    | Porsche 3.6L Flat-6                    | M    | 314   |
| 18       | GT        | 75 | Thierry Perrier Perspective Racing      | Michel Neugarten Nigel Smith Ian Khan                     | Porsche 911 GT3-RS                     | P    | 305   |
| 18       | GT        | 75 | Thierry Perrier Perspective Racing      | Michel Neugarten Nigel Smith Ian Khan                     | Porsche 3.6L Flat-6                    | P    | 305   |
| 19       | GT        | 77 | Team Taisan Advan                       | Atsushi Yogo Akira Iida Kazuyoshi Nishizawa               | Porsche 911 GT3-RS                     | Y    | 304   |
| 19       | GT        | 77 | Team Taisan Advan                       | Atsushi Yogo Akira Iida Kazuyoshi Nishizawa               | Porsche 3.6L Flat-6                    | Y    | 304   |
| 20       | GT        | 81 | The Racer's Group                       | Kevin Buckler Timo Bernhard Jörg Bergmeister              | Porsche 911 GT3-RS                     | M    | 304   |
| 20       | GT        | 81 | The Racer's Group                       | Kevin Buckler Timo Bernhard Jörg Bergmeister              | Porsche 3.6L Flat-6                    | M    | 304   |
| 21       | GTS       | 72 | Luc Alphand Aventures                   | Luc Alphand Jérôme Policand Frédéric Dor                  | Ferrari 550-GTS Maranello              | M    | 298   |
| 21       | GTS       | 72 | Luc Alphand Aventures                   | Luc Alphand Jérôme Policand Frédéric Dor                  | Ferrari F133 6.0L V12                  | M    | 298   |
| 22       | GTS       | 64 | Graham Nash Motorsport Ray Mallock Ltd. | Pedro Chaves Thomas Erdos Mike Newton                     | Saleen S7-R                            | D    | 292   |
| 22       | GTS       | 64 | Graham Nash Motorsport Ray Mallock Ltd. | Pedro Chaves Thomas Erdos Mike Newton                     | Ford 7.0L V8                           | D    | 292   |
| 23       | LMP675    | 26 | RN Motorsport Ltd.                      | John Nielsen Hayanari Shimoda Casper Elgaard              | DBA4 03S                               | D    | 288   |
| 23       | LMP675    | 26 | RN Motorsport Ltd.                      | John Nielsen Hayanari Shimoda Casper Elgaard              | Zytek ZG348 3.4L V8                    | D    | 288   |
| 24       | GT        | 78 | PK Sport, Ltd.                          | Robin Liddell David Warnock Piers Masarati                | Porsche 911 GT3-RS                     | P    | 285   |
| 24       | GT        | 78 | PK Sport, Ltd.                          | Robin Liddell David Warnock Piers Masarati                | Porsche 3.6L Flat-6                    | P    | 285   |
| 25       | LMP900    | 19 | Automotive Durango SRL                  | Sylvain Boulay Michele Rugolo Jean-Bernard Bouvet         | Durango LMP1                           | D    | 277   |
| 25       | LMP900    | 19 | Automotive Durango SRL                  | Sylvain Boulay Michele Rugolo Jean-Bernard Bouvet         | Judd GV4 4.0L V10                      | D    | 277   |
| 26       | GT        | 70 | JMB Racing                              | David Terrien Fabrizio de Simone Fabio Babini             | Ferrari 360 Modena GT                  | P    | 273   |
| 26       | GT        | 70 | JMB Racing                              | David Terrien Fabrizio de Simone Fabio Babini             | Ferrari F131 3.6L V8                   | P    | 273   |
| 27       | GT        | 94 | Risi Competizione                       | Anthony Lazzaro Ralf Kelleners Terry Borcheller           | Ferrari 360 Modena GT                  | M    | 269   |
| 27       | GT        | 94 | Risi Competizione                       | Anthony Lazzaro Ralf Kelleners Terry Borcheller           | Ferrari F131 3.6L V8                   | M    | 269   |
| 28       | GT        | 84 | T2M Motorsport                          | Vanina Ickx Roland Bervillé Patrick Bourdais              | Porsche 911 GT3-RS                     | M    | 264   |
| 28       | GT        | 84 | T2M Motorsport                          | Vanina Ickx Roland Bervillé Patrick Bourdais              | Porsche 3.6L Flat-6                    | M    | 264   |
| 29       | LMP675    | 24 | Rachel Welter                           | Yojiro Terada Olivier Porta Gavin Pickering               | WR LMP01                               | M    | 235   |
| 29       | LMP675    | 24 | Rachel Welter                           | Yojiro Terada Olivier Porta Gavin Pickering               | Peugeot 2.0L Turbo I4                  | M    | 235   |
| 30       | GT        | 85 | ST Team Orange Spyker                   | Norman Simon Tom Coronel Hans Hugenholtz                  | Spyker C8 Double-12R                   | D    | 229   |
| 30       | GT        | 85 | ST Team Orange Spyker                   | Norman Simon Tom Coronel Hans Hugenholtz                  | Audi 4.0L V8                           | D    | 229   |
| 31 DNF   | LMP900    | 16 | Racing for Holland                      | Felipe Ortiz Beppe Gabbiani Tristan Gommendy              | Dome S101                              | M    | 316   |
| 31 DNF   | LMP900    | 16 | Racing for Holland                      | Felipe Ortiz Beppe Gabbiani Tristan Gommendy              | Judd GV4 4.0L V10                      | M    | 316   |
| 32 DNF   | LMP900    | 12 | JML Team Panoz                          | Benjamin Leuenberger David Saelens Scott Maxwell          | Panoz LMP01 Evo                        | M    | 233   |
| 32 DNF   | LMP900    | 12 | JML Team Panoz                          | Benjamin Leuenberger David Saelens Scott Maxwell          | Élan 6L8 6.0L V8                       | M    | 233   |
| 33 DNF   | GTS       | 68 | Scorp Motorsport Communication          | Luis Marques Olivier Thévenin Denis Dupuis                | Chrysler Viper GTS-R                   | D    | 229   |
| 33 DNF   | GTS       | 68 | Scorp Motorsport Communication          | Luis Marques Olivier Thévenin Denis Dupuis                | Chrysler 8.0L V10                      | D    | 229   |
| 34 DNF   | GT        | 99 | XL Racing                               | Ange Barde Michel Ferté Gaël Lasoudier                    | Ferrari 550 Maranello                  | P    | 227   |
| 34 DNF   | GT        | 99 | XL Racing                               | Ange Barde Michel Ferté Gaël Lasoudier                    | Ferrari F131 5.5L V12                  | P    | 227   |
| 35 DNF   | LMP900    | 4  | Riley & Scott Racing                    | Jim Matthews Marc Goossens Christophe Tinseau             | Riley & Scott MkIIIC                   | M    | 214   |
| 35 DNF   | LMP900    | 4  | Riley & Scott Racing                    | Jim Matthews Marc Goossens Christophe Tinseau             | Ford (Yates) 6.0L V8                   | M    | 214   |
| 36 DNF   | LMP675    | 25 | Gerard Welter                           | Bastien Brière Jean-René de Fournoux Stéphane Daoudi      | WR LMP02                               | M    | 176   |
| 36 DNF   | LMP675    | 25 | Gerard Welter                           | Bastien Brière Jean-René de Fournoux Stéphane Daoudi      | Peugeot 3.0L V6                        | M    | 176   |
| 37 DNF   | GTS       | 80 | Veloqx Prodrive Racing                  | Anthony Davidson Kelvin Burt Darren Turner                | Ferrari 550-GTS Maranello              | M    | 176   |
| 37 DNF   | GTS       | 80 | Veloqx Prodrive Racing                  | Anthony Davidson Kelvin Burt Darren Turner                | Ferrari F131 5.9L V12                  | M    | 176   |
| 38 DNF   | LMP900    | 14 | Team Nasamax McNeil Engineering         | Romain Dumas Robbie Sterling Werner Lupberger             | Reynard 01Q                            | G    | 138   |
| 38 DNF   | LMP900    | 14 | Team Nasamax McNeil Engineering         | Romain Dumas Robbie Sterling Werner Lupberger             | Cosworth XDE 2.7L Turbo V8 (bioetanol) | G    | 138   |
| 39 DNF   | GT        | 95 | Risi Competizione                       | Shane Lewis Butch Leitzinger Johnny Mowlem                | Ferrari 360 Modena GT                  | Y    | 138   |
| 39 DNF   | GT        | 95 | Risi Competizione                       | Shane Lewis Butch Leitzinger Johnny Mowlem                | Ferrari F133 3.6L V8                   | Y    | 138   |
| 40 DNF   | GT        | 83 | Seikel Motorsport                       | Anthony Burgess David Shep Andrew Bagnall                 | Porsche 911 GT3-RS                     | Y    | 134   |
| 40 DNF   | GT        | 83 | Seikel Motorsport                       | Anthony Burgess David Shep Andrew Bagnall                 | Porsche 3.6L Flat-6                    | Y    | 134   |
| 41 DNF   | LMP675    | 27 | Intersport Racing                       | Jon Field Duncan Dayton Rick Sutherland                   | MG-Lola EX257                          | G    | 107   |
| 41 DNF   | LMP675    | 27 | Intersport Racing                       | Jon Field Duncan Dayton Rick Sutherland                   | MG (AER) XP20 2.0L Turbo I4            | G    | 107   |
| 42 DNF   | GT        | 92 | Dewalt Racesports Salisbury             | Mike Jordan Michael Caine Tim Sugden                      | TVR Tuscan T400R                       | D    | 93    |
| 42 DNF   | GT        | 92 | Dewalt Racesports Salisbury             | Mike Jordan Michael Caine Tim Sugden                      | TVR Speed Six 4.0L I6                  | D    | 93    |
| 43 DNF   | GTS       | 66 | Konrad Motorsport                       | Franz Konrad Toni Seiler Walter Brun                      | Saleen S7-R                            | D    | 91    |
| 43 DNF   | GTS       | 66 | Konrad Motorsport                       | Franz Konrad Toni Seiler Walter Brun                      | Ford 7.0L V8                           | D    | 91    |
| 44 DNF   | LMP900    | 21 | Edouard Sezionale                       | Patrice Roussel Edouard Sezionale Lucas Lasserre          | Norma M2000-2                          | D    | 82    |
| 44 DNF   | LMP900    | 21 | Edouard Sezionale                       | Patrice Roussel Edouard Sezionale Lucas Lasserre          | Ford (Roush) 6.0L V8                   | D    | 82    |
| 45 DNF   | LMP675    | 31 | Courage Compétition                     | David Hallyday Philippe Alliot Carl Rosenblad             | Courage C65                            | M    | 41    |
| 45 DNF   | LMP675    | 31 | Courage Compétition                     | David Hallyday Philippe Alliot Carl Rosenblad             | JPX 3.4L V6                            | M    | 41    |
| 46 DNF   | LMP900    | 10 | Audi Sport UK Arena Motorsport          | Frank Biela Perry McCarthy Mika Salo                      | Audi R8                                | M    | 28    |
| 46 DNF   | LMP900    | 10 | Audi Sport UK Arena Motorsport          | Frank Biela Perry McCarthy Mika Salo                      | Audi 3.6L Turbo V8                     | M    | 28    |
| 47 DNF   | LMP675    | 23 | Team Bucknum Racing                     | Jeff Bucknum Bryan Willman Chris McMurry                  | Pilbeam MP91                           | D    | 27    |
| 47 DNF   | LMP675    | 23 | Team Bucknum Racing                     | Jeff Bucknum Bryan Willman Chris McMurry                  | JPX 3.4L V6                            | D    | 27    |
| 48 DNF   | GT        | 91 | Dewalt Racesport Salisbury              | Rob Barff Richard Hay Richard Stanton                     | TVR Tuscan T400R                       | D    | 11    |
| 48 DNF   | GT        | 91 | Dewalt Racesport Salisbury              | Rob Barff Richard Hay Richard Stanton                     | TVR Speed Six 4.0L I6                  | D    | 11    |
| 49 DNF   | GTS       | 61 | Carsport America                        | Mike Hezemans Anthony Kumpen David Hart                   | Pagani Zonda GR                        | P    | 10    |
| 49 DNF   | GTS       | 61 | Carsport America                        | Mike Hezemans Anthony Kumpen David Hart                   | Mercedes-Benz AMG 6.0L V12             | P    | 10    |
| DNS      | LMP900    | 20 | Lister Racing                           | Jamie Campbell-Walter Nathan Kinch Vincent Vosse          | Lister Storm LMP                       | D    | -     |
| DNS      | LMP900    | 20 | Lister Racing                           | Jamie Campbell-Walter Nathan Kinch Vincent Vosse          | Chevrolet LS1 6.0L V8                  | D    | -     |